# Canalicule de la corde du tympan
Le canalicule de la corde du tympan est un petit canal osseux situé dans la paroi postérieure de la cavité tympanique en avant du segment mastoïdien du canal du nerf facial.

## Description
Le canalicule de la corde du tympan nait à angle aigu du canal du nerf facial 1 mm au-dessus du foramen stylo-mastoïdien. Il s'oriente obliquement en haut et en avant pour s'ouvrir dans la paroi postérieure de la cavité tympanique entre le sillon tympanique en dehors et l'éminence pyramidale du muscle stapédien en dedans.
Il permet le passage du segment d'origine de la corde du tympan.